# Pimelodus clarias
O bagre-amarelo (Pimelodus clarias) é uma espécie sul-americana de bagre da família dos pimelodídeos. Também é conhecida pelos nomes populares de mandi-amarelo, mandi-pintado e pintado.